# 阿希斯·南地
阿希斯·南地（羅馬化：Ashis Nandy；1937年5月13日—），是印度政治心理学家、社会理论家和评论家。南迪是训练有素的临床心理学家，批评欧洲殖民主义、现代性、世俗主义、印度教、科学、科技术、核外交、世界主义和乌托邦论。南地提出了世界主义和批判传统主义的替代概念。除此之外，南迪还评論了印度商业电影的原始历史概况及国家暴力。
南地曾担任发展中社会研究中心（CSDS）的高级研究员和前主任多年。南地，也是新德里文化选择暨全球未来委员会的主席。
2007年，南地获得福冈亚洲文化奖。  2008年，南地出现在卡内基国际和平基金会的《外交政策》杂志的百位公共知识分子评选名单中。

### 註腳
1. ↑  Ashis Nandy - Laureates （页面存档备份，存于） Fukuoka Prize
2. ↑  Ashis Nandy （页面存档备份，存于） Emory University.
3. ↑  . The Fukuoka Asian Culture Prizes.   [19 November 2008]. （原始内容存档于8 February 2009）.
4. ↑  . Foreign Policy. May 2008  [19 November 2008]. （原始内容存档于5 December 2008）.